# Leo Laakso
Leo Unto Edvard Laakso (* 21. August 1918 in Heinola; † 4. April 2002 in Helsinki) war ein finnischer Skispringer.
Laakso nahm an der inoffiziellen und 1946 durch die FIS für ungültig erklärten Nordischen Skiweltmeisterschaft 1941 in Cortina d’Ampezzo teil. Dort gewann er hinter Paavo Vierto die Silbermedaille.
1941 bis 1956 gewann er mit Ausnahme von 1942, wo der Wettbewerb nicht stattfand, die Lahti Ski Games. Bei den Olympischen Winterspielen 1948 und der damit gleichzeitig stattfindenden Nordischen Skiweltmeisterschaft in St. Moritz wurde er auf der Normalschanze Sechster.